# 埃斯塔当
埃斯塔当（法語：Estadens）是法国上加龙省的一个市镇，属于圣戈当区（Saint-Gaudens）阿斯佩县（Aspet）。该市镇总面积17.47平方公里，2009年时的人口为507人。

## 人口
埃斯塔当人口变化图示